# Juan de los Toyos
Juan de los Toyos González (1890-1965) fue un sindicalista y político español.
Juan de los Toyos fue secretario permanente de la sección metalúrgica de la Unión General de Trabajadores (UGT) de Vizcaya y de Guipúzcoa, además de militante del Partido Socialista Obrero Español (PSOE) formó parte del Comité Central Socialista de Euskadi y de la dirección de la UGT junto con Pablo Iglesias, Francisco Largo Caballero y Julián Besteiro. Colaboró en los inicios de Alfa, primera cooperativa obrera Éibar y de las pioneras en España. 
Formó parte del equipo de gobierno del ayuntamiento de Éibar (Guipúzcoa) que proclamó la II república española siendo él el primero que izó la bandera republicana en España. Participó activamente en la revolución de 1934 por lo que pasó un tiempo en la cárcel. Formó parte del Gobierno Vasco desde 1936 a 1943, donde fue responsable de la Consejería de Trabajo, Previsión y Comunicaciones. 
Tras la guerra civil se exilió en México en donde colaboró con la Junta de Auxilio a los Refugiados Españoles (JARE) de la que fue administrador y con Benifica Hispana en la que formó parte de su consejo de administración.
Como Consejero de Trabajo, Previsión y Comunicaciones del primer Gobierno de Euzkadi gestionó los sueldos y ayudas a los obreros, se ocupó de los asuntos relativos a seguros sociales, de la organización de las pensiones de guerra, el estudio de la creación de la Caja de Accidentes de Trabajo del País Vasco, la requisa de vehículos por motivos bélicos y la reorganización del sistema de comunicaciones del País Vasco, estableciendo un complejo sistema de correos para el envío y recepción de cartas a través del Servicio Nacho-Enea en San Juan de Luz (Francia).
Después de la guerra se exilió en México, donde trabajó como administrador del Colegio Madrid de México, falleciendo en 1965.

## Biografía
Juan de los Toyos González nació en el barrio Landaburu-Luchana de la localidad vizcaína de Baracaldo, en el País Vasco (España) el 23 de junio de 1890 en el seno de una familia obrera que había llegado desde Palencia para trabajar en las explotaciones mineras la margen izquierda de la ría de Bilbao. Su padre, Lorenzo de los Toyos Ciesnero,  era oriundo de Cisneros del Campo y su madre, Valentina González Lozano, de Baños de Cerrato. Fue el segundo hijo de seis hermanos, cuatro varones (Felipe, Juan, Emilio y Luis) y dos mujeres (Ángela y María). El ambiente social, imbuido en el inicio del desarrollo industrial de Vizcaya, estaba dominado por un emergente Movimiento Obrero, donde los nuevos partidos basado en la ideológica marxista se desarrollaban rápidamente (en 1886 se había fundado la primera agrupación socialista de Vizcaya) a la vez que se desarrollaba una importante burguesía empresarial dinamizadora de inminente industrialización del territorio.
Tras el inicio de los estudios primarios, se determina que sea ordenado sacerdote, pero el fallecimiento de su padre le hace cambiar de decisión, aunque esa religiosidad pueril le marcaría a lo largo de su vida, lo mismo que su afición al juego de la pelota vasca. Cursa la carrera de comercio y obtiene el título de taquígrafo.
Con 18 año se afilia al Partido Socialista Obrero Español y a su sindicato afín la Unión General de Trabajadores, que era la vanguardia de la actividad política. En enero de 1917 es elegido Secretario General del Sindicato Obrero Metalúrgico de Vizcaya de la UGT. Mantuvo ese cargo hasta que dimitió, junto al resto de la dirección, en 1920 por desacuerdos internos. Su participación activa en la huelga de agosto de 1917 hace que huya a París hasta febrero de 1918.
El 6 de septiembre de 1915 se casa con la tolosarra María Fernanda Luisa Joaquina de Pedro y Goñi, que tendría una gran influencia en su actividad sindical y política. Tuvieron cinco hijos de los que solo sobrevivieron tres.
En 1921 se traslada a Éibar y es elegido Secretario General del Sindicato de Obreros Papeleros de la región Vasco-Navarra, cargo que mantuvo hasta 1934. Tras el XIV Congreso de la UGT entra como vocal en la ejecutiva del sindicato, donde permanecería desde 1920 a 1922 y desde la que trabajo en el fallido intento de unión sindical con la CNT. En Éibar colaboraría con la recién creada cooperativa obrera Alfa de la que fue nombrado vecegerente cuando Toribio Echevarría fue nombrado delegado del gobierno en CAMPSA. Fue, durante doce años, vocal de la Comisión asesora Patronal-Obrera del Instituto nacional de Previsión.

### La proclamación de la república
El 14 de abril de 1931 Juan de los Toyos era concejal por el PSOE en el ayuntamiento de Éibar. Las elecciones municipales del 12 de abril dieron un resultado claramente en contra de la monarquía de Alfonso XII. En la madrugada del 14 de abril, Juan de los Toyos pidió una reunión urgente, a las cinco de la mañana, de la corporación recién elegida, en ella se asignan cargos, a de los Toyos le proponen de alcalde pero él renuncia y propone a Alejandro Tellería del Partido Republicano que es investido, quedando de los Toyos como segundo Teniente de Alcalde,  y se ponen en antecedentes a todos los presentes de la situación. La plaza frente a la casa consistorial se estaba llena de gente. la corporación municipal decide realizar la proclamación de la II república española y es Juan de los Toyos el encargado de izar la bandera en el balcón de la casa consistorial eibarrresa. El hecho es narrado así por Toribio Echevarría en su libro Viaje por el país de los recuerdos:

...y antes de las seis de la mañana habíase congregado el pueblo en la plaza que se iba a llamar de la República, y los concejales electos del domingo, por su parte, habiéndose presentado en la Casa Consistorial con la intención de hacer valer su investidura desde aquel instante, se constituyeron en sesión solemne, acordando por unanimidad proclamar la República. Acto seguido fue izada la bandera tricolor en el balcón central del ayuntamiento, y Juan de los Toyos dio cuenta desde él al pueblo congregado, que a partir de aquella hora los españoles estábamos viviendo en República.

La participación de De los Toyos en los sucesos de octubre de 1934 le llevaron a exiliarse de nuevo en Francia donde permaneció 18 meses. Nuevamente es elegido concejal en las elecciones de febrero de 1936 y se hace responsable del área de hacienda desde donde participa en muchas iniciativas culturares y deportivas como la organización, dentro de los actos de conmemoración del V aniversario de la república, la prueba ciclista Éibar-Madrid-Éibar y de la 2ª vuelta ciclista a España.
Tras el fallido golpe de Estado del 18 de julio de 1936 y el avenimiento de la Guerra Civil  Juan de los Toyos es nombrado presidente de la Junta de Defensa de Éibar, organismo del que depende una gran parte del territorio guipuzcoano, desde donde defendió la necesidad de actuar de forma coordinada y bajo un único mando. El 7 de octubre de 1936 es nombrado consejero del de trabajo, previsión y comunicación del recién constituido gobierno vasco. Desde esa consejería desarrollo una red de radioemisoras basadas en las emisoras EAJ-8 (Unión Radio San Sebastián), EAJ-28 (radio Bilbao) y 2-FP, que puso al servicio del gobierno de la república y del PSOE, mientras el PNV mantuvo otras emisoras bajo su línea ideológica. Además de la red de radiodifusión organizó un servicio de comunicación secreto denominado "Nacho-Enea" y gestionó el transporte terrestre. En el campo de las relaciones laborales y el trabajo creó una red de oficinas de empleo gestionando jornales, sueldos y subsidios así como un sistema que permitió que los puestos de trabajo de los obreros que estaban en el frente fueran ocupados por familiares suyos para mantener así los ingresos en la unidad familiar. Así mismo organizó un sistema de pensiones de guerra, seguros sociales y bajas por maternidad y reordeno un nuevo calendario de días festivos.
Tras la caída de Bilbao en manos de los alzados contra el gobierno de la república, se traslada el gobierno vasco a Barcelona y con él Juan de los Toyos. La familia de los Toyos se exilia en Francia. En enero de 1939, tras la caída de Cataluña, huye a Francia creando la oficina de evacuación en Perpiñán. Tras una estancia de poco más de dos años logra el visado para poder exiliarse en México junto a su familia.

### El exilio en México
El 14 de abril de 1942 sale del puerto de Marsella a bordo del Meréchal Liautel rumbo a Casablanca, donde embarcaría en el vapor portugués Nysasa hacia Veracruz, México, a donde llegaría el 22 de abril junto a otros exiliados. El viaje estaba organizado por la Junta de Auxilio a los Refugiados Españoles (JARE). Esta misma organización era responsable del colegio Madrid en donde comenzó a trabajar Juan de los Toyos como administrador. México, bajo el gobierno de Lázaro Cárdenas, apoyó la causa republicana desde el inicio de la contienda civil y luego fue el destino de numerosos exiliados. A finales de marzo de 1943, en un banquete homenaje a Cárdenas, Juan de los Toyos hace su última aparición pública como miembro del gobierno vasco. El 23 de abril de 1943 Juan de los Toyos dimite de sus responsabilidades en el gobierno vasco debido a discrepancias con los nacionalistas vascos y con parte de su propio partido.
Tras dejar el Gobierno Vasco mantiene su activad política reorganizando el PSOE en el exilio. Mantiene la residencia en México hasta su muerte el 5 de abril de 1965. Fue incinerado en el Panteón Civil de la Ciudad de México.